# 利曼西克 (亞基米夫卡區)
46°25′46″N 35°18′2″E / 46.42944°N 35.30056°E
利曼西克（烏克蘭語：Лиманське）是位於烏克蘭東南部的村莊，由扎波羅熱州梅利托波爾區的基里利夫卡市鎮負責管轄。該村始建於1820年，面積0.44平方公里，海拔高度8米，2001年人口186，人口密度每平方公里426.6人。